# Baoruco
Baoruco o Bahoruco és una província de la República Dominicana. Abans del 1952 contenia també l'actual província Independencia. Forma part de la Regió Enriquillo, al costat de les províncies de Barahona, Independència i Pedernales. Limita al nord amb la província San Juan; al a nord-est amb Azua; al sud-est amb Barahona i al sud i l'oest amb Independència. La capital provincial és la ciutat de Neiba.
Va ser creada el 1943. Abans de la seva creació, formaba part de la província Barahona. Se li va donar el nom de Bahoruco, ja que el sud de la província era ocupat per la Serra de Bahoruco. Al crear-se la província Independència, la província va quedar més allunyada de la Serra de Bahoruco però va conservar el seu nom.
Conté la serralada Sierra de Neiba i el Llac Enriquillo.
La província està dividida en municipis i districtes municipals:
- Galván
- Los Ríos, districte municipal: Las Clavellinas Ciutat
- Neiba, districte municipal: El Palmar
- Tamayo, districte municipal:: Cabeza de Toro, Montserrat, Santana i Uvilla
- Vil·la Jaragua

Llista dels municipis amb la seva població estimada, el 2014:
| Nom               | Població total | Població urbana | Població rural |
| ----------------- | -------------- | --------------- | -------------- |
| Galván            | 13.623         | 5.569           | 8.054          |
| Los Ríos          | 7.023          | 2.585           | 4.438          |
| Neiba             | 62.345         | 45.824          | 16.521         |
| Tamayo            | 19.326         | 9.855           | 9.471          |
| Ubilla            | 2.055          |                 |                |
| Vil·la Jaragua    | 8.952          | 6.408           | 2.544          |
| Baoruco Província | 111.269        | 70.241          | 41.028         |